# Kontoskalion

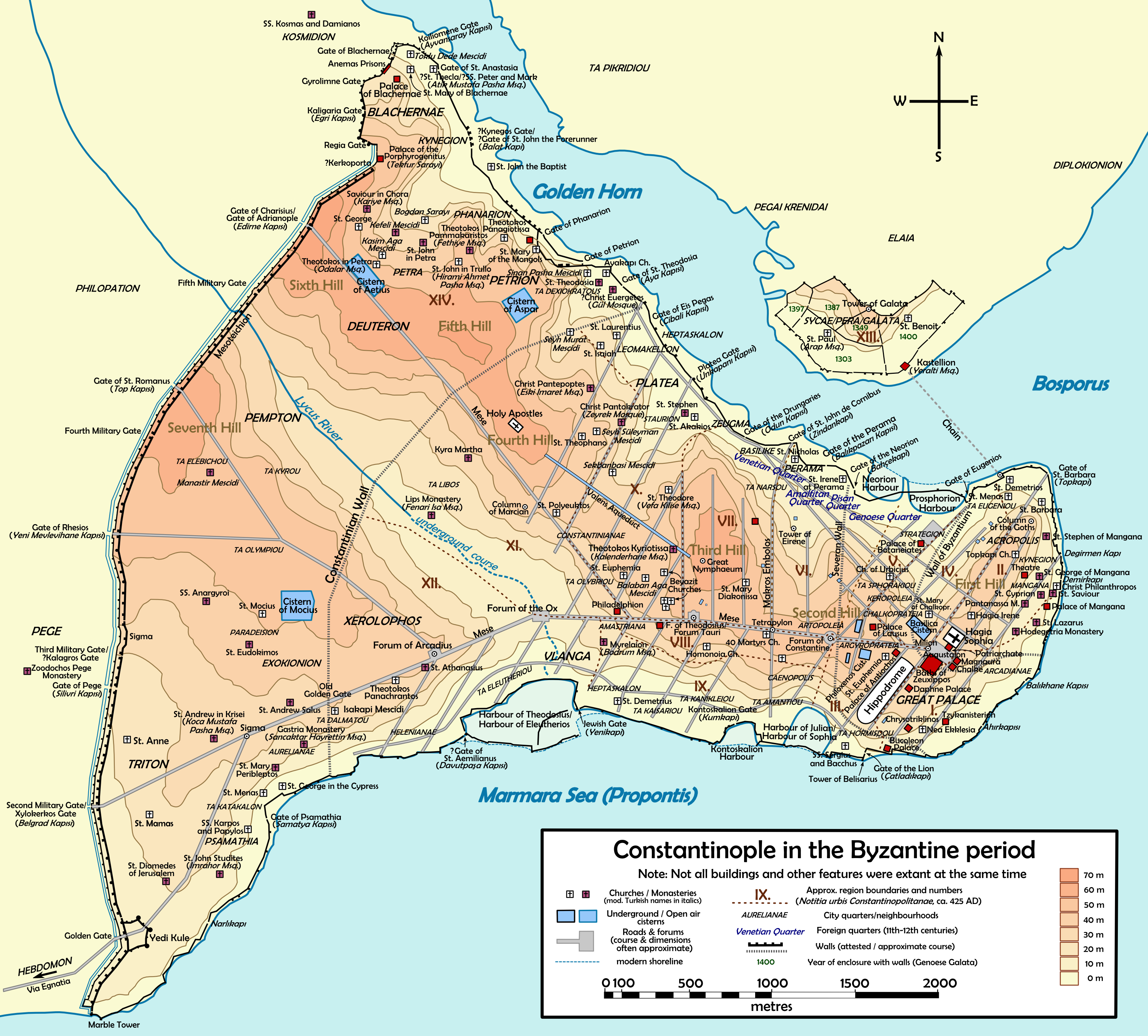
Mappa di Costantinopoli bizantina. Il Kontoskalion si trova nella parte sudorientale della città, e si chiama porto di Giuliano/porto di Sophia.

Il Kontoskalion (in greco antico: Κοντοσκάλιον?), noto anche come Porto di Giuliano (in latino: Portus Iulianus, in greco antico: Λιμὴν τοῦ Ἰουλιανοῦ?), Portus Novus ("Nuovo porto"), o Porto di Sophia (in greco antico: Λιμὴν τῆς Σοφίας, Λιμὴν τῶν Σοφιῶν ή Σοφιανῶν?), e in epoca ottomana come Kadırga Limanı ("Porto delle Galee") era un porto nella città di Costantinopoli, attivo dal VI secolo fino al primo periodo ottomano. Nella letteratura è conosciuto con diversi nomi e le fonti al riguardo sono spesso contraddittorie.

## Posizione
Il porto si trovava in un'insenatura - ancora oggi riconoscibile nel profilo del paesaggio pianeggiante - del Mar di Marmara, nella terza regione della città, all'estremità sud-occidentale della valle dell'Ippodromo. L'area del complesso portuale copre parte delle attuali Mahalleler di Kadırga Limanı e Kumkapı nel distretto di Fatih (la città murata) di Istanbul.

## Storia

### Periodo bizantino

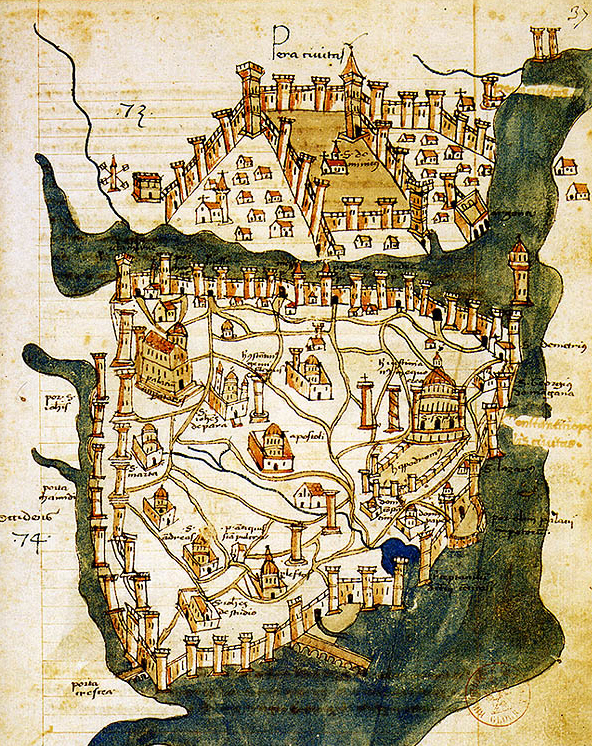
Mappa di Costantinopoli intorno al 1420, da Cristoforo Buondelmonti. Il Kontoskalion è chiaramente visibile nella parte centrale destra della mappa, a destra dell'Ippodromo: il molo semicircolare convesso lo protegge dal mare, mentre le mura marine lo separano dalla città.

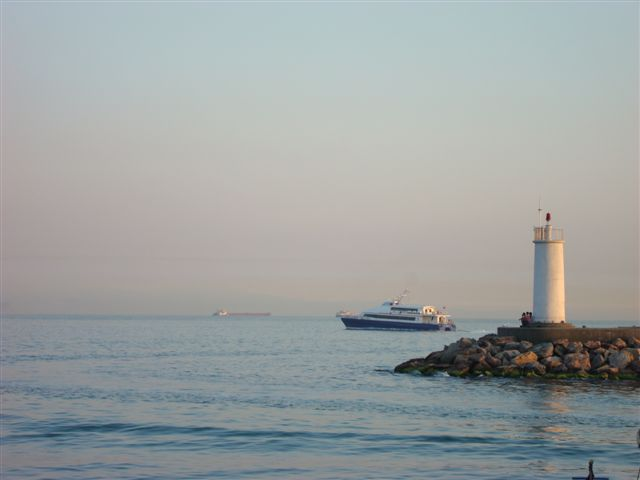
Il Mar di Marmara da Kumkapı. Da qui le galee bizantine si avvicinavano al porto, ora insabbiato.

Già durante il regno di Costantino il Grande (r. 306-337) il sito del porto più tardi fu utilizzato come punto di sbarco. Nel 362, durante la sua breve permanenza nella capitale, l'imperatore Giuliano (361-363) costruì sulla riva della Propontide un porto chiamato Portus Novus ("Porto Nuovo") o Portus Iulianus (Greco: Λιμὴν τοῦ Ἰουλιανοῦ): allo stesso tempo eresse davanti ad esso un edificio a forma di mezzaluna chiamato Sigma o Porticus Semirotunda. Questa decisione venne presa nonostante i numerosi problemi che affliggevano la località: ogni porto lungo la costa del Marmara era indifeso contro le feroci tempeste causate dal vento intermittente del sud-ovest, il Lodos; queste portavano molta sabbia nel bacino, rendendo necessario un dragaggio periodico e costoso; inoltre, le forti piogge provocavano l'erosione delle colline che causava anche l'insabbiamento dello specchio d'acqua. D'altra parte, la costruzione di un porto sulla sponda sud era necessaria per rifornire le regioni occidentali e meridionali della città, troppo lontane dal Corno d'Oro. I problemi di questa zona furono aggravati da ripetuti incendi urbani: il primo incendio avvenuto alla fine del IV secolo distrusse parzialmente l'area. Nel VI secolo, l'imperatore Anastasio I (r. 491-518) svuotò il bacino usando macchine idrauliche, costruì un molo e dragò il substrato sabbioso. Più tardi, forse sotto Giustiniano (r. 527-565), parte del traffico del porto di Neorion, il primo porto costruito nella città, situato sul Corno d'Oro, fu trasferito nel nuovo porto. Dopo il danno causato da un altro incendio nel 561, il suo successore Giustino II (r. 565-578 circa) nel 575 commissionò importanti opere, dragando nuovamente il terreno e allargando il bacino: le opere furono dirette da due alti funzionari, il praepositus Narsete e il protovestiarios Troilos. Di fronte al porto allargato, ribattezzato "Porto di Sophia" (in greco antico: Λιμὴν τῆς Σοφίας?) dalla consorte di Giustino, furono erette quattro statue, rappresentanti Giustino, Sofia, la loro figlia Arabia e Narsete. Alla fine del secolo, il porto acquisì anche una funzione militare, che non perse fino alla fine, diventando una base della marina bizantina. L'imperatore Filippico Bardane (r. 711-713) rimosse due delle statue che adornavano il Kontoskalion, poiché portavano iscrizioni profetiche che considerava sfavorevoli. Durante il suo regno, l'imperatore Teofilo (r. 829-842) fece costruire un arsenale vicino al porto, in prossimità della Porta Leonis (l'ottomana Çatladı Kapı); esso comprendeva un cantiere navale e armerie.
Tra il IX e l'XI secolo, il porto rimase operativo: in quel periodo, gli scrittori della Patria Costantinopolitana cominciarono a riferirsi ad esso anche come Kontoskalion, che rimane la moderna denominazione greca del quartiere a ovest, noto in turco come Kumkapı. Dopo la fine dell'Impero latino, il porto appare in diverse fonti sotto il nome di Kontoskelion, causando confusione tra gli studiosi moderni. Secondo la Patria, questa denominazione è un patronimico riferito a un certo Agallianos, un tourmarches bizantino (alto ufficiale dell'esercito) soprannominato Kontoskeles a causa delle sue gambe corte, ma lo studioso tedesco Albrecht Berger lo respinge come un errore degli autori della Patria, a causa della diversa etimologia delle due parole: "Kontoskalion" significa "passo corto o molo". Alcuni autori, come Raymond Janin, hanno proposto che il nome Kontoskelion (in greco antico: πρὸς τὸ Βλάγκα Κοντοσκέλιον?) possa riferirsi a un altro porto situato a 150 m a ovest del porto di Giuliano/Sophia, più vicino all'area di Vlanga, ma questa interpretazione dovrebbe essere rigettata, poiché è certo che il Kontoskalion era l'unico porto in uso sul Mar di Marmara fino al XV secolo. In quel periodo, il porto mantenne la sua importante funzione: durante la dinastia Paleologa, l'imperatore Michele VIII Paleologo (r. 1259-1282) lo protesse con un muro di bugnato e una catena, mentre il suo successore Andronico II Paleologo (r. 1282-1328) rese il porto più profondo e chiuse il suo ingresso con cancelli di ferro, proteggendo le navi dalle tempeste che arrivavano con il Lodos. L'esistenza del porto è attestata in un encomio dell'imperatore Giovanni VIII Paleologo (r. 1425-1448 circa), scritto nel 1427. Da esso sappiamo che Giovanni VIII ordinò riparazioni al porto, impiegando lavoratori pagati (tra cui anche sacerdoti e monaci), e non servitori. Alla fine di questi lavori, il bacino era in grado ospitare 300 galee. In alcune versioni della mappa della città del viaggiatore fiorentino Cristoforo Buondelmonti (che visitò Costantinopoli nel 1421), il bacino è mostrato affiancato dal suo arsenale, e nel racconto del viaggiatore spagnolo Pedro Tafur, che lo vide nel 1437, il porto era ancora attivo. Rimase tale fino alla caduta di Costantinopoli nel 1453.

### Periodo ottomano
Dopo la conquista della città, nel 1462 il Sultano Maometto II (r. 1444-1446, 1451-1481) fortificò il porto, ora conosciuto come Kadırga Limanı ("Porto delle Galee"), costruendo diverse torri. Tuttavia, l'inizio della costruzione nel 1515 di un nuovo arsenale sul Corno d'Oro, il Tersâne-i Âmire, protetto dalle tempeste provocate dal vento di sud-ovest, e l'enorme crescita della marina ottomana, causarono la decadenza del Kadırga Limanı  Il viaggiatore francese del 16 ° secolo, Pierre Gilles, riferisce che intorno al 1540 le donne che vivevano in quel quartiere erano solite lavare i propri panni nel bacino. Tuttavia, in alcune mappe del XVIII secolo, il porto è ancora mostrato come attivo. La fine del porto fu accelerata dall'erezione della moschea di Nuruosmaniye, iniziata nel 1748, poiché la terra scavata fu parzialmente gettata nel porto. Il bacino e l'arsenale sono scomparsi da molto tempo e i terreni su cui insistevano sono in parte edificati.

## Descrizione

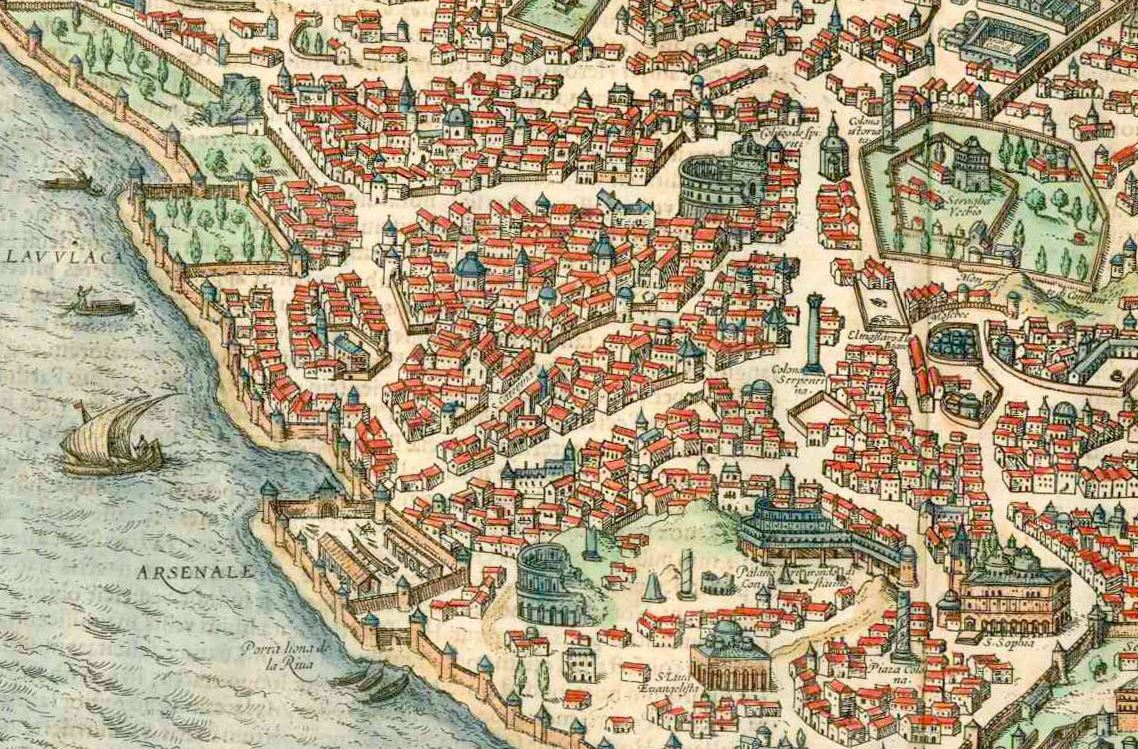
Il Kadırga Limanı e il suo arsenale, da Bisanzio nunc Constantinopolis di Braun e Hogenberg, 1572.

Nella prima descrizione della zona, che risale al VI secolo, il porto è descritto come un bacino fiancheggiato da un arsenale circondato da mura. Le prime mappe della città mostrano la stessa situazione, con l'arsenale che si estende nella zona pianeggiante a ovest della Moschea di Sokollu Mehmed Pascià fino al vecchio muro marittimo di Kumkapı, mentre il bacino, protetto da un molo, è delimitato dalle mura marine, ancora esistenti nel XIX secolo. Secondo Wolfgang Müller-Wiener, è anche possibile che l'area dell'arsenale fosse in origine un altro bacino marino, ma la divisione tra Kontoskalion e Porto di Sophia che appare su diverse vecchie mappe, dove sono rappresentati come porti separati, dovrebbe essere rifiutata, a causa della topografia dell'area.